# Don Towsley
Don F. Towsley (Milwaukee, 11 maggio 1912 – Los Angeles, 25 novembre 1986) è stato un animatore e regista statunitense.

## Carriera
Esordì a metà degli anni trenta, lavorando a cortometraggi e in alcuni Classici Disney come Biancaneve e i sette nani, Pinocchio e Dumbo. Negli anni quaranta, assieme a Ray Patterson, lasciò la società, lavorando per un breve periodo per la Warner Bros. Cartoons. Negli anni sessanta lavorò stabilmente alla MGM, animando corti di Tom & Jerry per Chuck Jones e Maurice Noble. Negli anni settanta tornò per un breve periodo alla Disney.
Si ritirò nel 1980, dopo oltre 40 anni di carriera. Morì a Los Angeles nel 1986.